# مات دريك
مات دريك (بالإنجليزية: Matt Drake)‏ هو كاتب أغاني وموسيقي بريطاني، ولد في 6 مايو 1981 في هدرسفيلد في المملكة المتحدة.

## وصلات خارجية
- الموقع الرسمي